# Gran Premi d'Alemanya del 2009
El Gran Premi d'Alemanya de Fórmula 1 de la Temporada 2009 s'ha disputat al circuit de Nürburgring, el 12 de juliol del 2009.

## Qualificacions del dissabte
| Pos | N. | Nom                  | Equip                  | Q1       | Q2       | Q3       | Graella |
| --- | -- | -------------------- | ---------------------- | -------- | -------- | -------- | ------- |
| 1   | 14 | Mark Webber          | Red Bull - Renault     | 1’31.257 | 1’38.038 | 1’32.230 | 1       |
| 2   | 23 | Rubens Barrichello   | Brawn - Mercedes       | 1’31.482 | 1’34.455 | 1’32.357 | 2       |
| 3   | 22 | Jenson Button        | Brawn - Mercedes       | 1’31.568 | 1’39.032 | 1’32.473 | 3       |
| 4   | 15 | Sebastian Vettel     | Red Bull - Renault     | 1’31.430 | 1’39.504 | 1’32.480 | 4       |
| 5   | 1‡ | Lewis Hamilton       | McLaren - Mercedes     | 1’31.473 | 1’39.149 | 1’32.616 | 5       |
| 6   | 2‡ | Heikki Kovalainen    | McLaren - Mercedes     | 1’31.881 | 1’40.826 | 1’33.859 | 6       |
| 7   | 20 | Adrian Sutil         | Force India - Mercedes | 1’32.015 | 1’36.740 | 1’34.316 | 7       |
| 8   | 3‡ | Felipe Massa         | Ferrari                | 1’31.600 | 1’41.708 | 1’34.574 | 8       |
| 9   | 4‡ | Kimi Räikkönen       | Ferrari                | 1’31.869 | 1’41.730 | 1’34.710 | 9       |
| 10  | 8  | Nelson Piquet Jr.    | Renault                | 1’32.128 | 1’35.737 | 1’34.803 | 10      |
| 11  | 6  | Nick Heidfeld        | BMW Sauber             | 1’31.771 | 1’42.310 |          | 11      |
| 12  | 7  | Fernando Alonso      | Renault                | 1’31.302 | 1’42.318 |          | 12      |
| 13  | 17 | Kazuki Nakajima      | Williams - Toyota      | 1’31.884 | 1’42.500 |          | 13      |
| 14  | 9  | Jarno Trulli         | Toyota                 | 1’31.760 | 1’42.771 |          | 14      |
| 15  | 16 | Nico Rosberg         | Williams - Toyota      | 1’31.598 | 1’42.859 |          | 15      |
| 16  | 5  | Robert Kubica        | BMW Sauber             | 1’32.190 |          |          | 16      |
| 17  | 12 | Sébastien Buemi      | Toro Rosso - Ferrari   | 1’32.251 |          |          | 17      |
| 18  | 21 | Giancarlo Fisichella | Force India - Mercedes | 1’32.402 |          |          | 18      |
| 19  | 10 | Timo Glock           | Toyota                 | 1’32.423 |          |          | 20¹     |
| 20  | 11 | Sébastien Bourdais   | Toro Rosso - Ferrari   | 1’33.559 |          |          | 19      |

- Nota 1:  Timo Glock ha estat penalitzat amb 3 posicions per obstaculitzar Fernando Alonso.

## Resultats de la cursa
| Pos. | N. | Pilot                | Equip                  | Voltes | Temps/ Retir.   | Pos. de sort. | Punts |
| ---- | -- | -------------------- | ---------------------- | ------ | --------------- | ------------- | ----- |
| 1    | 14 | Mark Webber          | Red Bull - Renault     | 60     | 1’ 36: 43. 310  | 1             | 10    |
| 2    | 15 | Sebastian Vettel     | Red Bull - Renault     | 60     | + 9.252 s       | 4             | 8     |
| 3    | 3‡ | Felipe Massa         | Ferrari                | 60     | + 15.906 s      | 8             | 6     |
| 4    | 16 | Nico Rosberg         | Williams - Toyota      | 60     | + 21.099 s      | 15            | 5     |
| 5    | 22 | Jenson Button        | Brawn - Mercedes       | 60     | + 23.609 s      | 3             | 4     |
| 6    | 23 | Rubens Barrichello   | Brawn - Mercedes       | 60     | + 24.468 s      | 2             | 3     |
| 7    | 7  | Fernando Alonso      | Renault                | 60     | + 24.888 s      | 12            | 2     |
| 8    | 2  | Heikki Kovalainen    | McLaren - Mercedes     | 60     | + 58.692 s      | 6             | 1     |
| 9    | 10 | Timo Glock           | Toyota                 | 60     | + 1’01.457 min. | 20            |       |
| 10   | 6  | Nick Heidfeld        | BMW Sauber             | 60     | + 1’01.925 min. | 11            |       |
| 11   | 21 | Giancarlo Fisichella | Force India - Mercedes | 60     | + 1’02.327 min. | 18            |       |
| 12   | 17 | Kazuki Nakajima      | Williams - Toyota      | 60     | + 1’02.876 min. | 13            |       |
| 13   | 8  | Nelson Piquet Jr.    | Renault                | 60     | + 1’08.328 min. | 10            |       |
| 14   | 5  | Robert Kubica        | BMW Sauber             | 60     | + 1’09.555 min. | 16            |       |
| 15   | 20 | Adrian Sutil         | Force India - Mercedes | 60     | + 1’11.941 min. | 7             |       |
| 16   | 12 | Sébastien Buemi      | Toro Rosso - Ferrari   | 60     | + 1’30.225 min. | 17            |       |
| 17   | 9  | Jarno Trulli         | Toyota                 | 60     | + 1’30.970 min. | 14            |       |
| 18   | 1  | Lewis Hamilton       | McLaren - Mercedes     | 59     | + 1 Volta       | 5             |       |
| Ret  | 4‡ | Kimi Räikkönen       | Ferrari                | 34     | Radiador        | 9             |       |
| Ret  | 11 | Sébastien Bourdais   | Toro Rosso - Ferrari   | 18     | Hidràulics      | 19            |       |

"‡" indica que el cotxe munta el kers

## Altres
- Pole: Mark Webber 1' 32. 230

- Volta ràpida: Fernando Alonso 1' 33. 365 (a la volta 49)

| Anterior G.P.: Gran Premi de Gran Bretanya del 2009 | FIA 2009 Fórmula 1 Campionat mundial | Següent G.P.: Gran Premi d'Hongria del 2009  |
| Anterior G.P.: Gran Premi d'Alemanya del 2008       | Gran Premi d'Alemanya                | Següent G.P.: Gran Premi d'Alemanya del 2010 |